# The Color Purple (2023)
The Color Purple is een Amerikaanse muzikale film uit 2023, geregisseerd door Blitz Bazawule naar een scenario van Marcus Gardley. De film is gebaseerd op het gelijknamige Broadway-toneelstuk dat op zijn beurt is gebaseerd op de roman van Alice Walker uit 1982. Het is de tweede filmadaptatie van het boek, na The Color Purple uit 1985 van Steven Spielberg.

## Verhaal
Het verhaal speelt zich af in Georgia in 1909 waar een Afro-Amerikaanse vrouw in het zuiden van de VS probeert te overleven.

## Rolverdeling
| Acteur               | Personage               |
| -------------------- | ----------------------- |
| Fantasia Barrino     | Celie Harris-Johnson    |
| Phylicia Pearl Mpasi | de jonge Celie          |
| Taraji P. Henson     | Shug Avery              |
| Danielle Brooks      | Sofia                   |
| Colman Domingo       | Albert "Mister" Johnson |
| Corey Hawkins        | Harpo Johnson           |
| H.E.R.               | Squeak / Mary Agnes     |
| Ciara                | Nettie Harris           |
| Halle Bailey         | de jonge Nettie         |
| Aunjanue Ellis       | Mama                    |
| Jon Batiste          | Grady                   |
| Louis Gossett jr.    | Ol' Mister Johnson      |
| David Alan Grier     | Rev. Samuel Avery       |
| Deon Cole            | Alfonso                 |
| Tamela J. Mann       | First Lady              |
| Stephen Hill         | Henry "Buster" Broadnax |
| Elizabeth Marvel     | Miss Millie             |

## Productie
In november 2018 werd gemeld dat er een verfilming van de musical in ontwikkeling was bij Warner Bros. Pictures en Amblin Entertainment, dezelfde bedrijven die in 1985 de verfilming van de roman maakten, waarbij Steven Spielberg, Quincy Jones, Scott Sanders en Oprah Winfrey allen tekenden voor de productie. In augustus 2020 werd aangekondigd dat Marcus Gardley het scenario zal schrijven en dat Blitz Bazawule zal regisseren. Winfrey prees de selectie van Bazawule als regisseur, nadat zij en de producenten zijn werk aan The Burial of Kojo hadden gezien.
In augustus 2021 kreeg Corey Hawkins een hoofdrol. Diezelfde maand, werd H.E.R. gecast voor haar speelfilmdebuut. In februari 2022 voegden Taraji P. Henson, Fantasia Barrino, Danielle Brooks, Colman Domingo en Halle Bailey zich bij de cast, waarbij Barrino en Brooks hun rollen uit producties van de musical opnieuw vertolkten. In maart 2022 voegden Louis Gossett jr., David Alan Grier, Tamela J. Mann, Phylicia Mpasi, Deon Cole, Stephen Hill en Ciara zich bij de cast en in april 2022 Aunjanue Ellis, Elizabeth Marvel en Jon Batiste.
Het filmen begon in maart 2022, van 16 maart tot 25 maart in Driftwood Beach op Jekyll Island. De opnames werden officieel afgerond in juli 2022.

## Release en ontvangst
The Color Purple ging op 20 november 2023 in Londen in wereldpremière en wordt op 25 december 2023 in de bioscoop uitgebracht.

## Prijzen en nominaties
De belangrijkste:
| Jaar | Prijs                       | Categorie                                      | Genomineerde(n)               | Uitslag     |
| ---- | --------------------------- | ---------------------------------------------- | ----------------------------- | ----------- |
| 2024 | British Academy Film Awards | Beste vrouwelijke hoofdrol                     | Fantasia Barrino              | Genomineerd |
| 2024 | British Academy Film Awards | Beste vrouwelijke bijrol                       | Danielle Brooks               | Genomineerd |
| 2024 | Golden Globes               | Beste actrice in een film – musical of komedie | Fantasia Barrino              | Genomineerd |
| 2024 | Golden Globes               | Beste vrouwelijke bijrol in een film           | Danielle Brooks               | Genomineerd |
| 2024 | Critics Choice Awards       | Beste film                                     | Beste film                    | Genomineerd |
| 2024 | Critics Choice Awards       | Beste vrouwelijke bijrol                       | Danielle Brooks               | Genomineerd |
| 2024 | Critics Choice Awards       | Beste acteerensemble                           | Beste acteerensemble          | Genomineerd |
| 2024 | Critics Choice Awards       | Beste kostuumontwerp                           | Francine Jamison-Tanchuck     | Genomineerd |
| 2024 | Critics Choice Awards       | Beste grime en haarstijl                       | Lawrence Davis, Carol Rasheed | Genomineerd |
| 2024 | Satellite Awards            | Beste actrice in een komisch of muzikale film  | Fantasia Barrino              | Genomineerd |
| 2024 | Satellite Awards            | Beste kostuums                                 | Francine Jamison-Tanchuck     | Genomineerd |